# Крепкий орешек (фильм, 1967)
«Крепкий орешек» — советский художественный фильм-кинокомедия, поставленный на Московской ордена Ленина киностудии «Мосфильм» в 1967 году режиссёром Теодором Вульфовичем.

## Сюжет
После ранения лейтенант Иван Грозны́х (Виталий Соломин) назначен командиром женского подразделения ПВО. Среди его подчинённых есть бойкая и острая на язык сержант Раиса Орешкина (Надежда Румянцева), причиняющая немало хлопот своему командиру. В результате казуса на заградительном аэростате они попадают на территорию, занятую немцами. С аэростата они спускаются в стог сена, а аэростат уносит ветром. 
Проснувшись на стоге сена, товарищи по несчастью обнаруживают вокруг немецких солдат, которые открывают другие стога, под которыми замаскированы зенитные орудия; под стогом же, на котором оказались зенитчики, скрывается склад снарядов для них. Орешкина случайно поджигает стог и тем самым уничтожает боеприпасы и артбатарею; при этом герои удирают вместе с немцами. Героев замечают местные жители — бабушка с внуком — и вместе они укрываются от последнего разорвавшегося боеприпаса.
От старушки Иван и Раиса узнают, что вражеское войско заняло дорогу, и чтобы они смогли вернуться к своим, та предлагает поменяться с ними одеждой. Однако у лейтенанта, вынужденного переодеться в платье бабушки, за ночь отросла щетина, и ему необходимо побриться, ради чего он пускает под откос немецкий поезд. После этого герои угоняют немецкий автомобиль-амфибию и уходят от погони. Однако автомобиль, заглохнув на полпути, тонет, и до берега им приходится добираться вплавь, несмотря на то, что Грозных не умеет плавать.
Выбравшись на сушу и обсохнув, проголодавшаяся парочка замечает разрушенную школу, в которой немцы пекли хлеб. Попытка украсть хотя бы одну буханку оборачивается неудачей — Орешкину, переодетую мальчиком, замечает повар и заставляет её таскать дрова. Тем временем во двор школы въезжает грузовик с эмблемой Красного Креста, сопровождаемый высоким начальством из Берлина. В его кузове-рефрижераторе оказывается сверхсекретное оружие Вермахта — сильнодействующее вещество, делающее солдат сильнее и агрессивнее. Прокравшись мимо охраны, Рая выкрадывает два футляра с веществом, после чего, прикрыв их дровами, проносит на кухню и подсыпает «чудо-порошок» в кастрюлю с супом.
Гестаповцы садятся обедать. Под действием порошка они начинают швыряться едой, драться и стрелять друг в друга. Воспользовавшись переполохом, Грозных добивает нацистов подручными средствами и пускает грузовик с порошком в пропасть. В конце концов Ивану и Раисе удаётся захватить разбушевавшихся немцев в плен. Пробираясь через сгоревший лес, они находят свой аэростат, к которому привязывают пленников. Эту процессию замечает немецкий отряд, укрывшийся в окопе, однако, приняв аэростат за то самое «сверхсекретное оружие», не решается его атаковать. Рядом оказывается минное поле, которое, тем не менее, герои успешно перебегают.
За проявленную сноровку и смекалку лейтенанта Грозных награждают орденом Красной Звезды и зачисляют в разведывательный эскадрон 1-го Кавалерийского корпуса, чему Иван несказанно рад. Однако его радость тут же сменяется шоком: туда же (за те же заслуги) зачисляют и сержанта Орешкину. Узнав, что они будут служить вместе, лейтенант падает в обморок. На вопрос капитана, что случилось, Рая отвечает: «Это у него от радости», и обнимает Ивана.
В финале фильма новоиспечённые сослуживцы едут верхом на лошадях на фронт.

## В ролях
| Актёр               | Роль                              |
| ------------------- | --------------------------------- |
| Надежда Румянцева   | сержант Раиса Орешкина            |
| Виталий Соломин     | лейтенант Иван Родионович Грозных |
| Владимир Липпарт    | сержант Щепетильников             |
| Валентин Абрамов    | штабной капитан                   |
| Юрий Сорокин        | оберштурмфюрер СС                 |
| Матвей Левинтон     | повар                             |
| Павел Винник        | врач                              |
| Владимир Протасенко | фашист                            |

### В титрах не указаны
- Зиновий Гердт — закадровый перевод с немецкого

## Съёмочная группа
- Автор сценария — Ефим Севела
- Режиссёр-постановщик — Теодор Вульфович
- Главный оператор — Самуил Рубашкин
- Художники-постановщики — Сергей Воронков, Артур Бергер
- Композитор — Моисей Вайнберг

## Съёмки
- В качестве немецкого автомобиля-амфибии, на котором Орешкина и Грозных спасаются от немцев, выступает опытный советский автомобиль-амфибия «НАМИ-055В»[1].
- На 43:35 виден замаскированный под немецкую военную автотехнику советский автомобиль ГАЗ-66, выпущенный в 1960-х годах.
- Часть фильма снималась близ города Рыльск Курской области (в том числе на территории не действовавшего в тот период Рыльского Николаевского монастыря), а также на Новоспасском пруду у стен Новоспасского монастыря в Москве. Во время перерыва участники массовки в немецкой форме с автоматами пошли на базар, чем вызвали панику у местного населения (по свидетельствам очевидцев)[2].

## Судьба фильма
Фильм «Крепкий орешек», несмотря на значительный зрительский успех, был подвергнут резкой критике со стороны официальных рецензентов. Множество советских изданий опубликовали более 300 отрицательных отзывов, в которых создателей картины обвиняли в вульгарности и неуважении к военной тематике, а также упрекали в том, что события Великой Отечественной войны были представлены в легковесном и комическом ключе, что, по мнению критиков, порочило честь и достоинство фронтовиков.
В 1971 году, после эмиграции сценариста Эфраима Севелы из Советского Союза, демонстрация фильма «Крепкий орешек» была запрещена, и картина была изъята из проката. Лишь спустя двадцать пять лет, в июне 1994 года, состоялась вторая премьера фильма в Московском Киноцентре.